# Travessia de Verão
Travessia de Verão é um romance póstumo de Truman Capote, que revela as desventuras e desvarios da doce e inocente Grady McNeil, uma jovem de 17 anos que se vê sozinha num apartamento na Quinta Avenida, em Nova York, depois de seus pais saírem de férias num cruzeiro para a França.